# Joinvillea
Joinvillea är ett släkte av gräsväxter. Joinvillea ingår i familjen Joinvilleaceae.
Joinvillea är enda släktet i familjen Joinvilleaceae.
Kladogram enligt Catalogue of Life:
| Joinvillea | \| \| Joinvillea ascendens \| \| \| \| \| \| Joinvillea borneensis \| \| \| \| \| \| Joinvillea bryanii \| \| \| \| \| \| Joinvillea plicata \| \| \| \| |
|            | \| \| Joinvillea ascendens \| \| \| \| \| \| Joinvillea borneensis \| \| \| \| \| \| Joinvillea bryanii \| \| \| \| \| \| Joinvillea plicata \| \| \| \| |
|            | Joinvillea ascendens |
|            | |
|            | Joinvillea borneensis |
|            | |
|            | Joinvillea bryanii |
|            | |
|            | Joinvillea plicata |
|            | |

## Bildgalleri

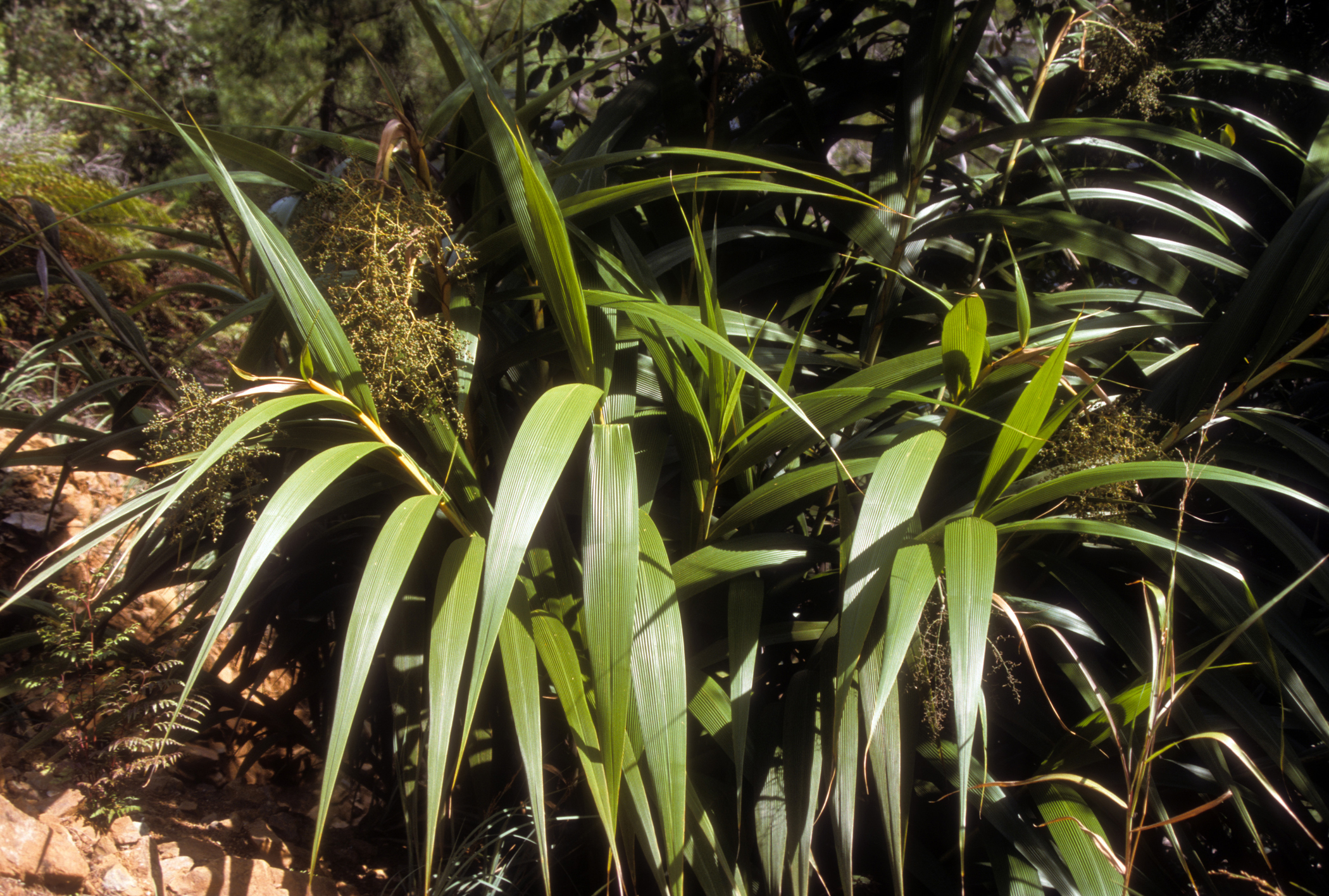